# La Esperantisto

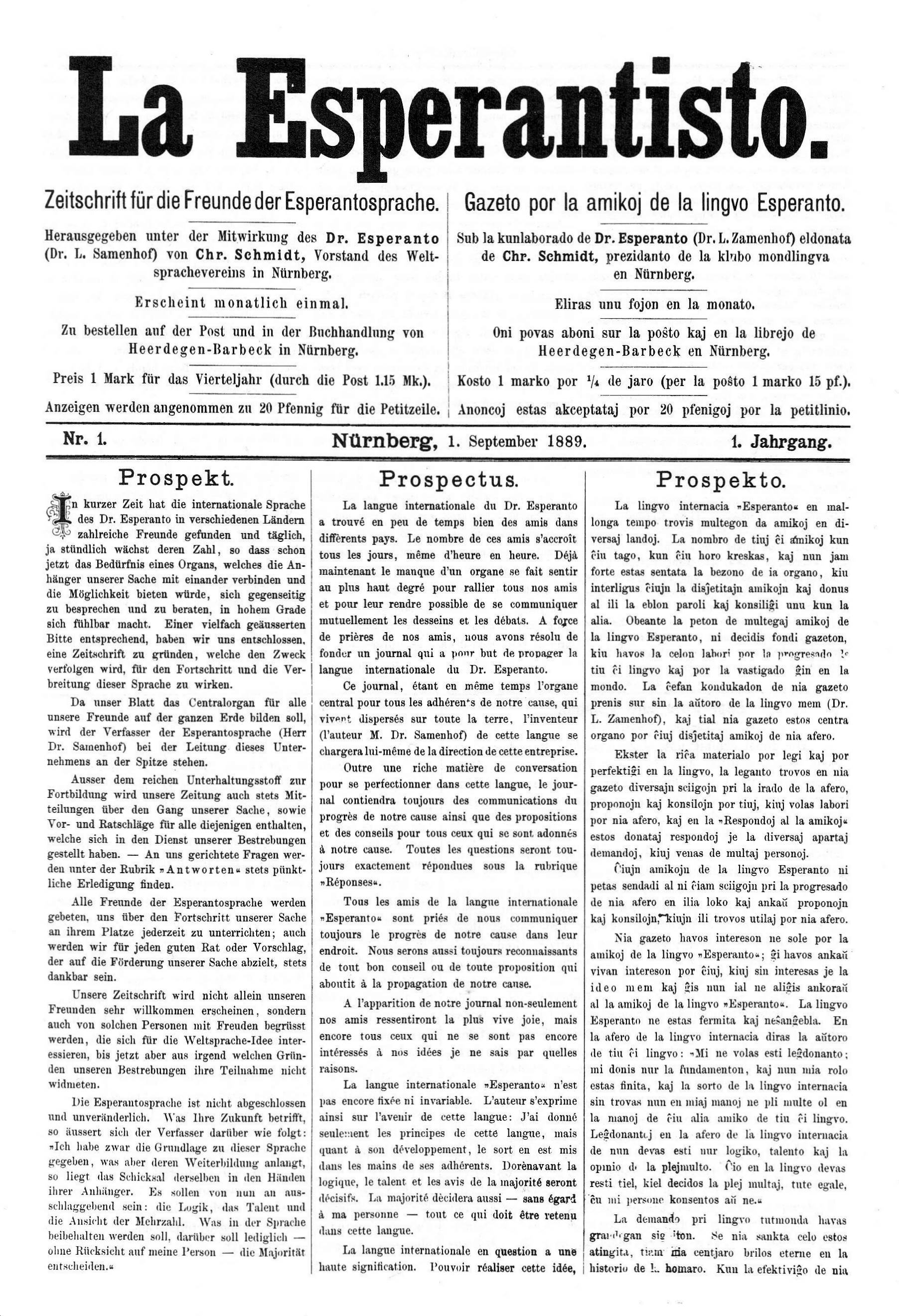
Eerste uitgave van de Esperantisto, september 1889

La Esperantisto was het eerste Esperanto-tijdschrift; het werd in Neurenberg uitgegeven van september 1889 tot juni 1895. het is de belangrijkste bron voor de vroege geschiedenis van het Esperanto.

## Grondlegging en geschiedenis
Het tijdschrift werd door de Neurenbergse Esperanto-groep uitgegeven en in het begin ook samengesteld. De grondlegger van de taal, Lejzer Zamenhof, kon geen fiat van de censuur in Warschau verkrijgen, waar hij woonde. Vanaf oktober 1890 nam Zamenhof de redactie van het tijdschrift over. Alle exemplaren werden in Neurenberg gedrukt, bij W. Tümmels Verlag.
In februari 1895 verscheen in het tijdschrift een vertaald artikel van Leo Tolstoj. Dit artikel Rede en geloof veroorzaakte dat de Russische censuur het tijdschrift niet meer Rusland liet binnen komen. Daardoor verloor La Esperantisto zestig procent van zijn abonnées en moest kort daarna ophouden met verschijnen.

## Betekenis
Opvolger van de Esperantisto werd Lingvo Internacia, dat vanaf december 1895 door de Esperanto-groep van Uppsala werd uitgegeven. Rond 1900 kwam het Esperanto meer en meer ook in West-Europa aan, waardoor de eigenlijke grondlegging van de huidige Esperanto-beweging werd ingeleid.
Via de Esperantisto zijn de belangrijkste ontwikkelingen van de jonge Esperanto-taalgemeenschap na te voltrekken, zoals de putschpoging van de Neurenbergers 1890 of het reformdebat met het referendum van 1894.